# Strzelsk
Strzelsk (ukr. Стрільськ) – wieś na Ukrainie, w obwodzie rówieńskim, w rejonie sarneńskim, w hromadzie Sarny. W 2022 liczyła 2453 mieszkańców, spośród których 2443 wskazało jako ojczysty język ukraiński, 10 rosyjski.
W okresie międzywojennym wieś znajdowała się w granicach II RP, wchodząc w skład gminy Lubikowicze w powiecie sarneńskim, w województwie wołyńskim.